# 두 번째 아침
두 번째 아침(영어: Second Breakfast 세컨드 브렉퍼스트[*], 독일어: Zweites Frühstück 츠바이테스 프뤼스튀크[*], 폴란드어: Drugie Śniadanie 드루기에 시니아다니에[*], 헝가리어: Tízórai 티조러이[*])은 아침밥과 점심밥 사이에 먹는 식사이다. 독일 바이에른주, 폴란드, 헝가리의 전통 식사이다.
독일 바이에른 주, 폴란드에서는 두 번째 아침에만 특별 요리가 제공된다. 오스트리아의 빈(비엔나)을 비롯한 대부분의 지역에서는 두 번째 아침을 야우제(Jause)라고 한다. 이 지역에서는 일반적으로 하루에 4~5끼의 식사를 한다.

## 개요
두 번째 아침밥은 일반적으로 오전 10시 30분경에 먹는 식사이다(헝가리어 표현인 'tízórai'는 직역하면 "10시의 간식"이다). 이것은 일반적으로 커피, 페이스트리, 소시지로 구성되어 있다. 전형적인 소시지는 뮌헨의 명물로 간주되는 하얀 소시지 Weißwurst이다. 소시지는 프레즐, 달콤한 겨자 소스, 밀맥주와 함께 제공된다. 두 번째 아침밥은 영국의 엘레벤시스와 비슷하다. 폴란드에서 두 번째 아침밥은 보통 샌드위치나 페이스트리 같은 간식으로 이루어지지만 초콜릿 푸딩이나 키시엘과 같은 가벼운 디저트 유형의 음식으로 구성될 수도 있다.
또한 북미의 농촌 지역에서도 두 번째 아침밥은 일반적인 관습이다. 일찍 일어나야 하는 농부들은 토스트와 커피와 같이 간단하게 구성된 첫 번째 아침밥을 먹고 그 날의 첫 번째 일을 한 후, 더 많은 음식으로 구성된 두 번째 아침밥을 먹는 것이다.

## 같이 보기
- 브런치